# Ессекс (Айова)
Ессекс (англ. Essex) — місто (англ. city) в США, в окрузі Пейдж штату Айова. Населення — 722 особи (2020).

## Географія
Ессекс розташований за координатами 40°49′58″ пн. ш. 95°18′14″ зх. д. / 40.83278° пн. ш. 95.30389° зх. д. (40.832679, -95.303807).  За даними Бюро перепису населення США в 2010 році місто мало площу 3,90 км², уся площа — суходіл.

## Демографія
Згідно з переписом 2010 року, у місті мешкало 798 осіб у 333 домогосподарствах у складі 228 родин. Густота населення становила 205 осіб/км².  Було 372 помешкання (95/км²).
Расовий склад населення:
| - 97,2 % — білих - 0,6 % — корінних американців |

До двох чи більше рас належало 1,3 %. Частка іспаномовних становила 2,0 % від усіх жителів.
За віковим діапазоном населення розподілялося таким чином: 25,8 % — особи молодші 18 років, 53,3 % — особи у віці 18—64 років, 20,9 % — особи у віці 65 років та старші. Медіана віку мешканця становила 44,3 року. На 100 осіб жіночої статі у місті припадало 98,0 чоловіків;  на 100 жінок у віці від 18 років та старших — 94,7 чоловіків також старших 18 років.
Середній дохід на одне домашнє господарство  становив 53 815 доларів США (медіана — 48 500), а середній дохід на одну сім'ю — 61 574 долари (медіана — 54 833). За межею бідності перебувало 8,4 % осіб, у тому числі 4,9 % дітей у віці до 18 років та 8,7 % осіб у віці 65 років та старших.
Цивільне працевлаштоване населення становило 446 осіб. Основні галузі зайнятості: освіта, охорона здоров'я та соціальна допомога — 22,6 %, роздрібна торгівля — 12,8 %, виробництво — 12,6 %.